# Lago di Belviso
Il lago di Belviso (detto anche lago di Frera) è un lago alpino artificiale situato a 1.485 m di quota in val Belviso, all'interno del Parco delle Orobie Valtellinesi, in provincia di Sondrio. Si tratta del lago più grande delle Alpi Orobie, sia in termini di superficie che di volume.